# Осиновский сельсовет (Могилёвская область)
Оси́новский сельсовет — административная единица на территории Чаусского района Могилёвской области Белоруссии.

## История
В 2013 году из состава сельсовета исключены деревни Дубасник, Прилеповка, Путьки, Русиновка, Старосёлы, которые вошли в состав Радомльского сельсовета.

## Состав
Включает 24 населённых пункта:
- Быново — деревня.
- Гатище — посёлок.
- Голочевка — деревня.
- Граболово — деревня.
- Дрануха — деревня.
- Дроковка — деревня.
- Зелёный Прудок — деревня.
- Каменка — деревня.
- Ключ — деревня.
- Кротки — деревня.
- Лутище — деревня.
- Ляховщина — деревня.
- Нежковка — деревня.
- Ново-Александровка — деревня.
- Ново-Егоровка — деревня.
- Ольховка — деревня.
- Осиновка — агрогородок.
- Петуховка — деревня.
- Прилесье — деревня.
- Прудок — деревня.
- Ребятки — деревня.
- Риминка — деревня.
- Росинка — деревня.
- Чигриновка — деревня.